# 四輪轉向

四輪轉向的運作模式。各車廠對低速的定義不同，不一定是上圖的40km/h。

四輪轉向（英語：Four-wheel steering, 4WS）指後軸同樣具備轉向能力，主要用於大型車輛及高級轎車。

## 運作模式
四輪轉向系統的運作分為：低速模式和高速模式。各車廠對低速的定義不同，一般是時速40公里左右。
低速模式
低速模式下，當前軸的轉向足夠大，後軸會以相反方向轉動。這樣可以減少內輪差及轉向半徑。
高速模式
高速模式下，前軸及後軸的轉向方向是相同的。這樣有尾軸延長的效果，提高汽車的穩定性。

## 種類
主動式
主動式的後軸轉向需要加裝機械式轉向系統，通過接收方向盤的訊號來操作。
被動式
被動式的後軸轉向在懸掛與車身之間使用橡膠軟墊，汽車轉向時橫向力使之變形，使後輪角度出現輕微變化。

## 圖集

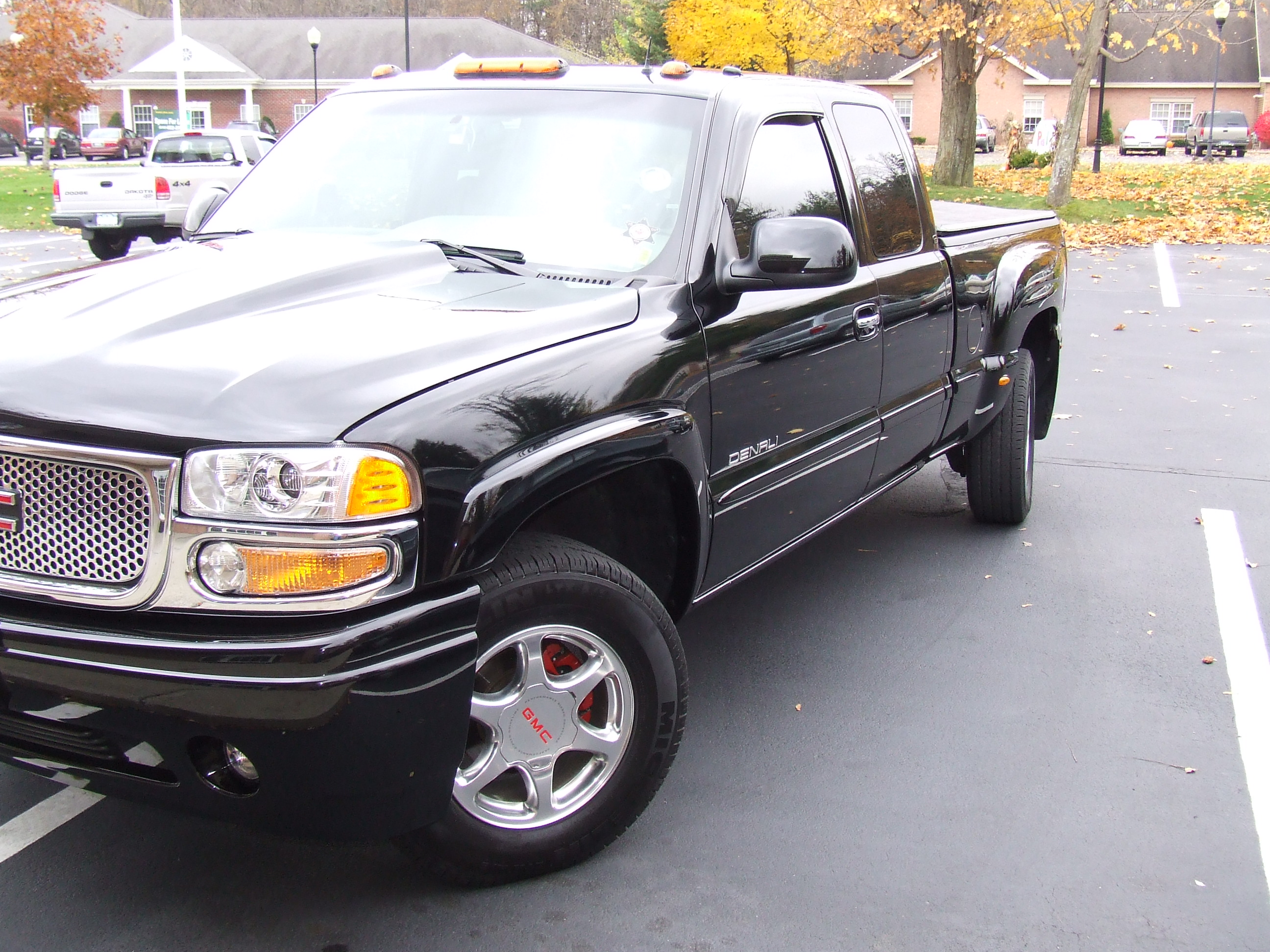
四輪轉向的汽車
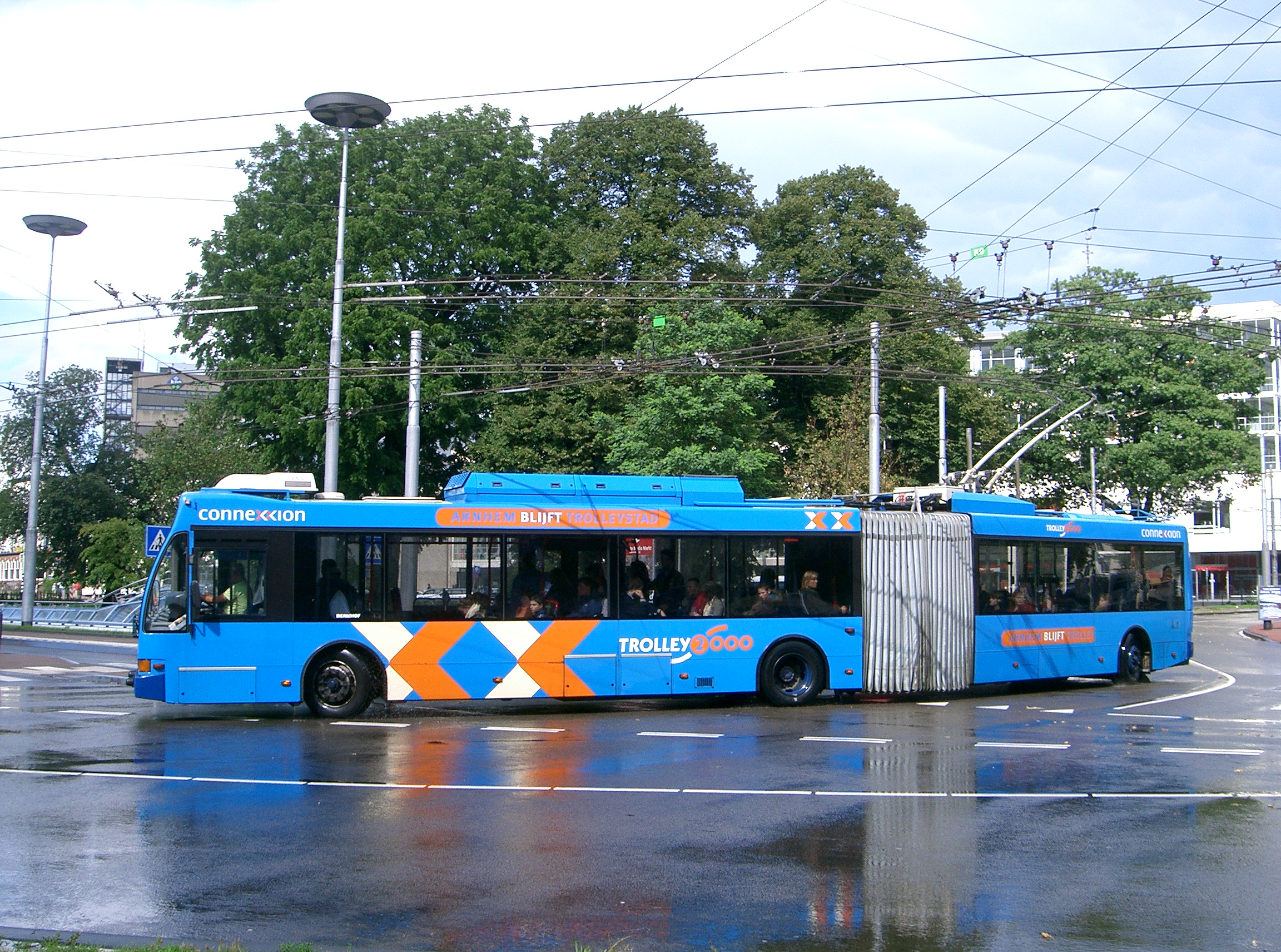
配備後軸轉向系統的雙節巴士
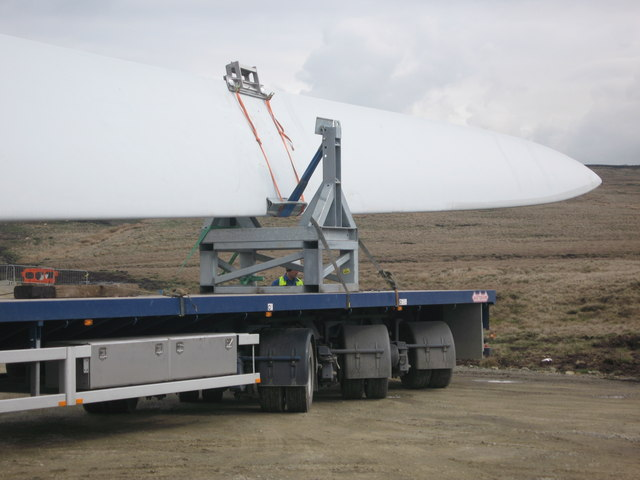
配備全輪轉向系統的重型貨車

## 外部連結
- 香港巴士大典上的相关条目：尾軸輔助轉向